# Зубовский проезд
Зу́бовский прое́зд — небольшая улица в центре Москвы в Хамовниках между Зубовским бульваром и улицей Тимура Фрунзе.

## Происхождение названия
До 1922 года — Дворцовый проезд. Современное название проезда так же как Зубовской улицы и одноимённого бульвара сохраняет название находившейся здесь слободы стрелецкого полка, которым командовал Иван Зубов.

## Описание
Зубовский проезд начинается от Зубовского бульвара на Садовом кольце и проходит на юго-запад до улицы Тимура Фрунзе.

## Здания и сооружения
По нечётной стороне:
- № 1 — Жилой комплекс (2001, архитекторы С. Скуратов, М. Чирков)[1]

По чётной стороне:
- № 2, строение 1 — издательско-торговый «Дом гуманитарной книги „Гнозис“»; Всероссийский общество слепых (ВОС), Московская городская организация, местные организации: Хамовники, Якиманка, Тверской, Арбат, Беговой, Аэропорт, Пресненский, Хорошевский, Замоскворечье; Объединение воинов-интернационалистов района Хамовники;
- № 2 — журнал «Не Спать!».